# Ronde van Italië 2022/Zestiende etappe
De zestiende etappe van de Ronde van Italië 2022 wordt verreden op dinsdag 24 mei van Salò naar Aprica. Het betreft een bergetappe over 200 kilometer.

## Uitslagen
| Salò – Aprica (200,0 km) |      |       |      |
| Plaats                   | Naam | Ploeg | Tijd |
| 1                        |      |       |      |
| 2                        |      |       |      |
| 3                        |      |       |      |

| Algemeen klassement |      |       |      |
| Plaats              | Naam | Ploeg | Tijd |
| Roze trui           |      |       |      |
| 2                   |      |       |      |
| 3                   |      |       |      |

## Opgaven
- Jonathan Caicedo (EF Education-EasyPost): niet gestart vanwege een positieve coronatest
- Natnael Tesfatsion (Drone Hopper-Androni Giocattoli): opgave tijdens de etappe
- Loïc Vliegen (Intermarché-Wanty-Gobert Matériaux): opgave tijdens de etappe

1e etappe ·
2e etappe ·
3e etappe ·
4e etappe ·
5e etappe ·
6e etappe ·
7e etappe ·
8e etappe ·
9e etappe ·
10e etappe ·
11e etappe ·
12e etappe ·
13e etappe ·
14e etappe ·
15e etappe ·
16e etappe ·
17e etappe ·
18e etappe ·
19e etappe ·
20e etappe ·
21e etappe
Startlijst · Eindstanden · Afbeeldingen